# Окна (Куявсько-Поморське воєводство)
Окна (пол. Okna, нім. Waldblick) — село в Польщі, у гміні Барухово Влоцлавського повіту Куявсько-Поморського воєводства.
Населення — 274 особи (2011).
У 1975-1998 роках село належало до Влоцлавського воєводства.

## Демографія
Демографічна структура станом на 31 березня 2011 року:
|          | Загалом | Допрацездатний вік | Працездатний вік | Постпрацездатний вік |
| -------- | ------- | ------------------ | ---------------- | -------------------- |
| Чоловіки | 137     | 28                 | 99               | 10                   |
| Жінки    | 137     | 28                 | 81               | 28                   |
| Разом    | 274     | 56                 | 180              | 38                   |